# Самоспалення

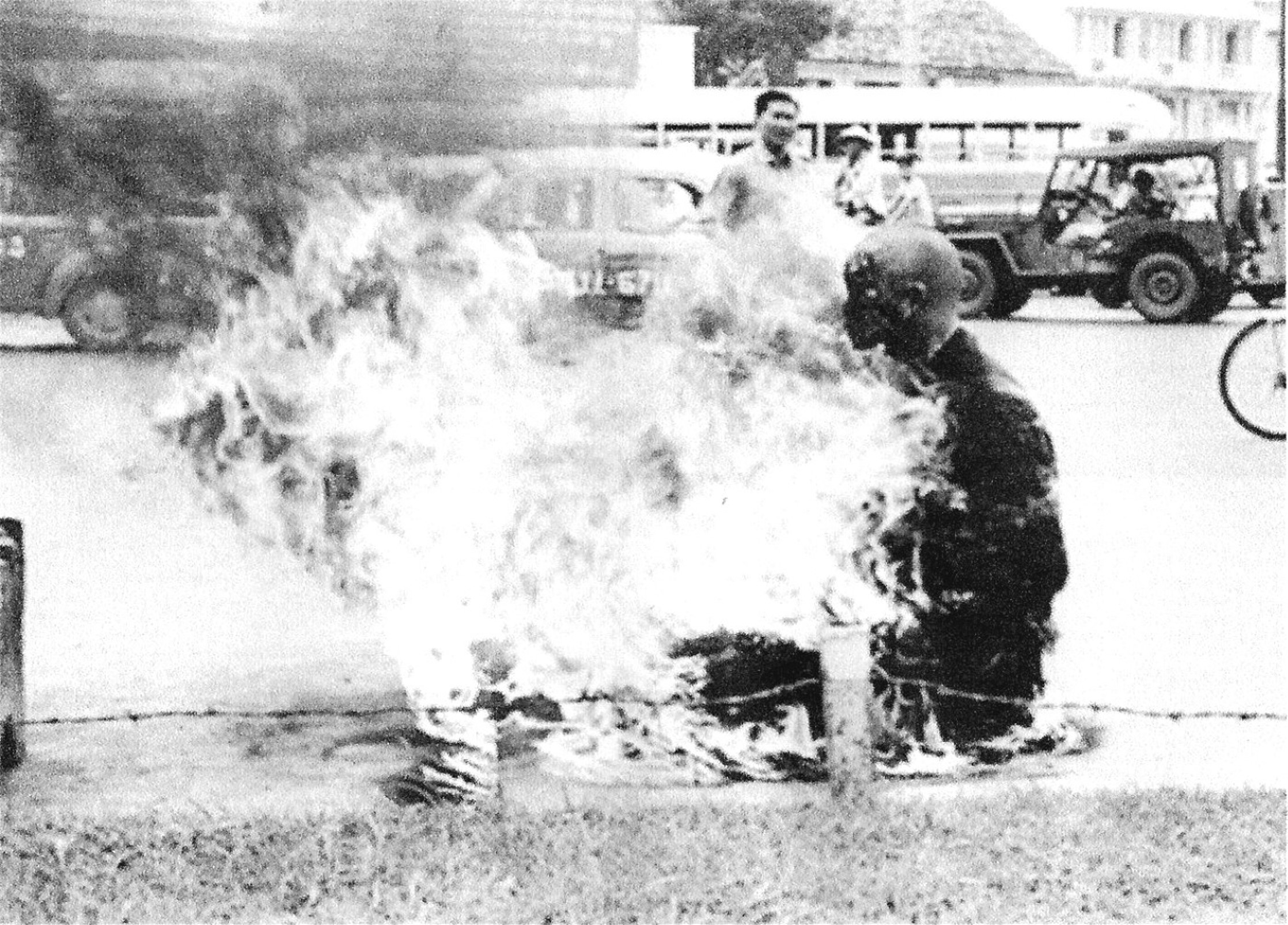
Самоспалення буддійського монаха на центральній площі Сайгона, 1963 рік

Самоспалення — форма самогубства, коли людина обливає власне тіло пальним і підпалює. Публічне самоспалення — форма протесту проти чогось. Болісне самоспалення за задумом його автора має уособлювати страждання, які відчувають від несправедливости.

## Самоспалення як метод самогубства
Самоспалення є вкрай болючим і не обов'язково надійним методом самогубства. Люди, що спалюють себе, залишаються досить довго при свідомості і відчувають дуже сильний біль. Острах цього болю часто призводить до того, що жертви пожеж у висотних будинках воліють стрибок униз на неминучу смерть, ніж згоріти живцем. Сучасна медицина здатна зберегти життя багатьом обгорілим, які однак змушені жити з важкими каліцтвами і знівеченою зовнішністю. Самоспалення на публіці не є надійним методом ще й тому, що присутніми людьми швидко робляться спроби загасити вогонь.

## Відомі випадки самоспалення

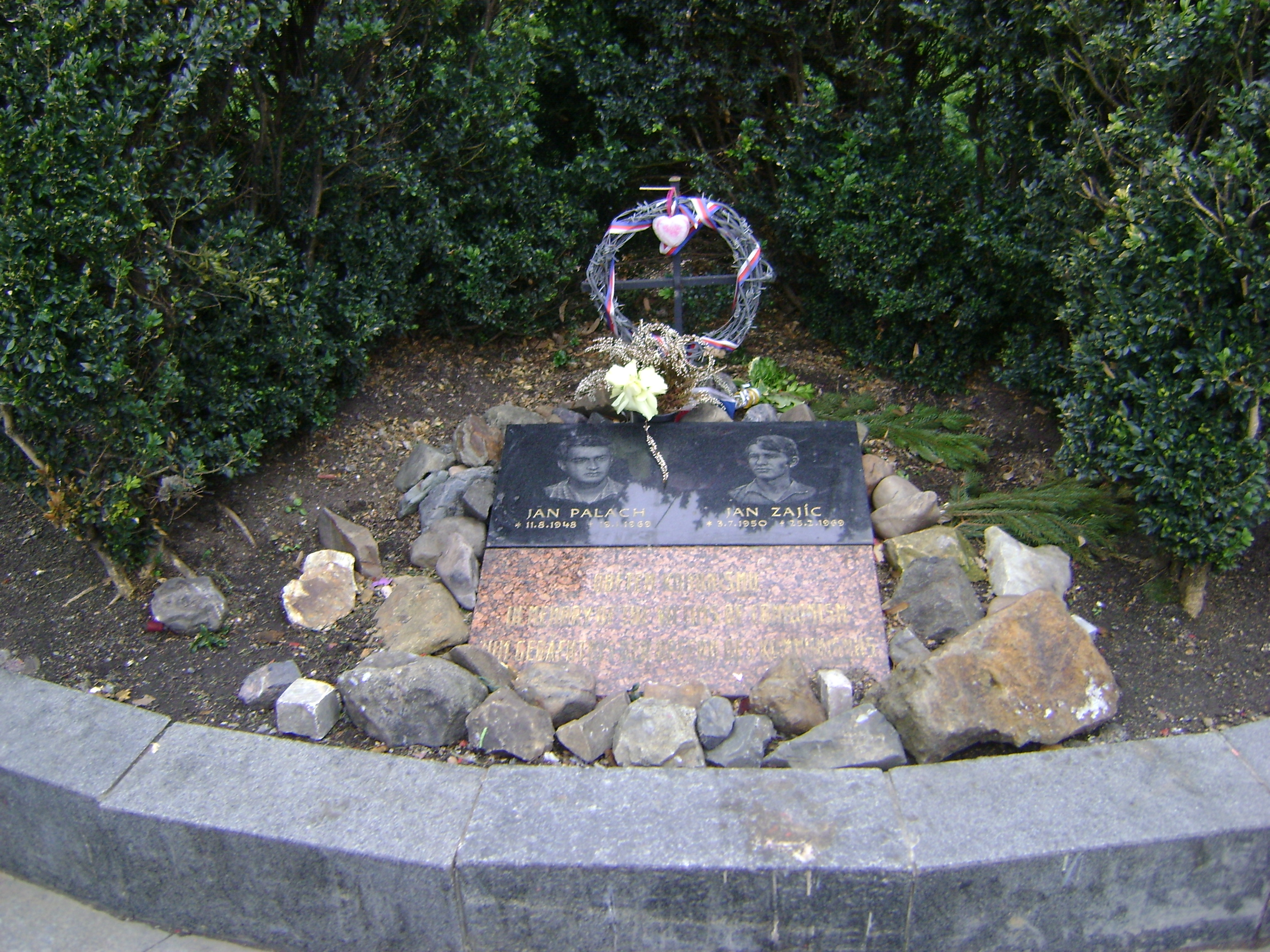
Пам'ятний знак на честь Яна Палаха і Яна Заїця на Вацлавській площі в Празі

- Альфредо Орманді
- Валенти Бадиляк
- Гірник Олекса Миколайович
- Джаугар
- Макух Василь Омелянович
- Мухаммед Буазізі
- Олександр Михалевич
- Разін Альберт Олексійович
- Ришард Сівець
- Ромас Каланта
- Старообрядці
- Тхіть Куанг Дик
- Ян Палах
- Ірина Славіна

## Самоспалення у мистецтві
- Сцена самогубства божевільного з «Ностальгії» Андрія Тарковського.
- Сцена самоспалення буддійського ченця Тхіть Куанг Дика у 1963 році описана в романі Філіпа Рота «Американська пастораль».
- Документальний фільм «Смолоскип. Василь Макух», виробництво Національної телекомпанії України, 2015 рік.